# Sinapidendron
Sinapidendron là chi thực vật có hoa trong họ Cải.